# 休眠
休眠 （きゅうみん、dormancy）とは、生物の生活環における一時期で、生物の成長・発生過程や、動物の身体的な活動が一時的に休止するような時期のことである。この間、生物は代謝を最低限に抑えることで、エネルギーを節約する。

## 概説
休眠は環境条件に強く影響されがちである。休眠への入り方は二通りある。例えば、多くの植物は短日になり気温が低下することで冬の到来を感じることが知られているが、このように、生物が自らにとって不利な環境の到来を予測し、厳しい環境にさらされる前に休眠に入る場合がひとつである。一方で、生物が不利な環境に置かれた後に休眠に入る場合もあり、これは一般的に気候の変化が激しい地域においてみられる現象である。まさに突然の環境の変化は、変動の後に休眠に入るような生物にとって致命的になりうるとはいえ、生物が（休眠により）利用可能な資源を効率よく消費することで、より長い生命活動の維持が可能となるため、休眠に入ることはこのような生物にとっても有利となると考えられる。
冬眠は、よく知られている休眠の一つである。しかしながら、冬眠という言葉の使い方については間違った認識がされていることがままあり、よく知られるクマの冬ごもりは真の冬眠とは言えないものである（睡眠に近い状態と言われている）。真に冬眠を行うのはごく少数の種のみである。冬眠を説明する上で、シマリスの冬眠を例にとる。シマリスは、冬眠に入ると呼吸が著しく遅くなる。通常で1分あたり95回ほどの呼吸が、冬眠中には2，3分に1回ほどになる。また、体温も37℃前後だったものが、4℃前後にまで下がり、心拍数も顕著に低下する。これらのような機能の低下により、生命の維持に必要なエネルギーが大きく減少し、冬眠前に蓄えた体脂肪のみで冬を乗り切ることが可能となる。
一方、冬ごもりを行う種のクマは単純に睡眠（に近い状態）で冬を越す。クマは冬ごもりの間もシマリスのように体機能を低下させることはなく、通常の睡眠に近い状態を維持する。クマは冬の間も時として起き上がり、必要とあれば狩りをする可能性もあるとされている。実際、メスの多くは冬の間に一度は起きることが知られている。これは出産のためであり、子が生まれるとすぐに授乳したのち、再び子と共に眠りにつく。クマの冬ごもりと冬眠にはもう一つ大きな違いがあり、シマリスなどが行う冬眠中では容易に目が覚めることはないが、冬ごもり中のクマは簡単に目を覚ます。

## 動物における休眠

### 冬眠
冬眠 (Hibernation)は、多くの動物が、冬季における低気温や食物不足を避けるために行うものである。冬眠を行う動物たちは、その準備として、夏の終わりから秋にかけて多くの体脂肪を蓄え、冬眠に必要なエネルギーを確保する。冬眠の間は、心拍数の低下（95％ほど低下する）や体温の低下などといった、多くの生理的な変化が見られる。冬眠を行うほ乳類としては、コウモリ、ジリスをはじめとするげっ歯類、コビトキツネザル、ナミハリネズミをはじめとするモグラ目や、一部の有袋類などが知られている。また、爬虫類も休眠することが知られており、冬眠 (Hibernation)に非常に近い行動でブルメーション(Brumarion)と区別している。
その他の動物においても休眠状態を持つものは多い。昆虫の卵や蛹は動かないだけで必ずしも休眠と言うにはあたらないが、冬を蛹で過ごすものでは、羽化の条件として低温や日長条件を必要とするものがあり、明らかに休眠である。一部の動物では特殊な卵を形成し、特に耐久性がある例があり、これを耐久卵という。

### 発生休止
発生休止 (Diapause)は、遺伝的に決定された動物の予測的な戦略である。発生休止は昆虫によく見られ、秋から春にかけて発生を一時的に停止させておく現象がみられる。また、アカシカなどの哺乳類においては、胚（受精卵）が子宮の内側の壁に着床するのを遅らせることで、最も条件の良い春季に子が生まれるように調節する発生休止（着床遅延）が知られている。

### 夏眠
夏眠 (Aestivation)は、高温や乾燥に応答して起こる休眠の一例である。夏眠は、カタツムリや虫（ミミズや昆虫など）をはじめとする無脊椎動物によく見られる他、ハイギョのような他の動物にも見られる。クマの冬ごもりもまた夏眠の一種であるとされる。

### トーパー
トーパー (鈍麻状態、Torpor)は、休息時に体温が短期的に（数時間の場合もある）外気温に近いところまで低下したり、正常な体温より10℃以上も低下したような、低体温になった時に陥る状態である。この状態が日周期的に起こる（デイリートーパー）ような動物種もある。小動物にとっては、恒温性の維持に必要とされるエネルギーが負担となりうるため、体温を下げることで消耗を抑えると考えられている。ハチドリをはじめとする小型の鳥類や、コウモリをはじめとする小哺乳類によく見られる行動である。

### 乾燥に対して
陸上や浅い水域の動物では乾燥時に休眠するものがある。特にクマムシのそれは有名である。ミジンコやカブトエビなどは耐久卵が乾燥に耐えて生き残る。

## 植物における休眠
植物生理学における休眠とは、植物の成長が停止する期間のことを言い、種子や芽の休眠がよく知られている。多くの植物種が、冬季や乾季などの生育に適さない気候を生き抜くための戦略として、休眠を用いている。植物は、周囲の環境の変化を感知し、休眠に入る時期を決定していると考えられている。休眠の誘導または打破に関与する外部からの刺激としては、日長、気温、湿度や土壌の含水量の変化などが知られている。例えば、多くの木本植物では、自身が持つ概日リズムにより日長の変化を感じ、短日になる（限界日長を超える）と成長が阻害され、休眠芽を形成することが知られている。

### 種子休眠
植物の種子は、発芽に適した条件下においても発芽しないことがあり、このような現象が種子休眠である。これにより、春に発芽するはずの種子が環境の似た秋に発芽してしまい、冬の間に枯死してしまうといったような現象が防がれている。種子休眠には二つのタイプが存在する。一つは、種皮などによって固く覆われているために、胚発生を進めるために必要となる水や酸素などの供給がされず、結果として発芽できないタイプの休眠である。もう一つは、内的な要因により胚発生が停止し、発芽に至らないタイプである。多くの植物が形成する乾燥種子中の成熟胚は、発生（成長）が停止した休眠状態を保たれている。休眠が解除されない限り種子は発芽しないが、休眠打破の引き金となる要因は植物種によって様々である。例えば、レタスの種子は、発芽に適した水や温度条件の下、光（赤色光）を浴びることで発芽が誘導されることが知られている。また、このような種子休眠には、植物ホルモンであるアブシジン酸とジベレリンが関与していることが知られている。アブシジン酸は種子の成熟と休眠の形成を促進する（発芽を抑制する）働きを持ち、一方のジベレリンは発芽を促進する（休眠を打破する）作用を持つことが知られている。種子発芽に対するこれら二つの植物ホルモンの作用は拮抗的であり、これらホルモン量と感受性のバランスが、種子の休眠と発芽に深く関わっていると考えられている。
乾燥種子は環境の変化などに強く、長期間休眠状態を維持したまま発芽を待つことが可能であるものもある。古い種子が発芽した例としては、千葉市で発見され2000年以上前のものと推定された「大賀ハス」や、中国で発見され約1300年前のものと推定されたハスなどが報告されている。

### 芽の休眠
植物が形成する芽は、生育に適さないような環境条件の悪化を前に、休眠状態に入ることがある。このような芽の休眠は、多年生植物によく見られる現象である。特に温帯の大部分の木本植物は、秋に日が短くなる（短日）と芽の休眠を誘導されることが知られている。休眠が誘導されると、植物の成長は著しく抑制され、頂端に休眠芽が形成される（冬芽）。このとき、落葉樹は葉を落とし（落葉）、常緑樹も新たな葉の生長を制限する。乾期がある地域の植物では、夏に休眠し（夏芽）、秋に成長するような場合もある。
芽の休眠が打破されるには、長日になり気温が上がることだけでなく、多くの植物ではその前に、0℃から10℃の低温に芽が直接さらされていなければならない。十分な低温にさらされず休眠が打破されなかった植物は、ほとんどが枯死するといわれている。一方で、長日条件で容易に休眠が打破される植物もあり、カバノキやカエデが知られている。
また、一年生植物においても、頂芽優勢のため側芽の成長が抑制される現象がみられ、これも芽の休眠の一種であるとされる。

## 菌類の場合
菌類における休眠の形式としては、休眠胞子と菌核がある。休眠胞子は菌群によって様々なものがあるが、厚壁であり、耐久性が高い。接合菌では接合胞子がこれにあたり、子嚢菌では子嚢胞子がこれにあたる。菌類ではないがミズカビ類の卵胞子もこれに当たる。
菌核は栄養体が厚壁の塊となったもので、子嚢菌や担子菌の様々な群で見られる。変形菌の変形体を乾燥させると、硬い小塊になり、水を与えると変形体に戻る例もあり、これも菌核といわれる。

## バクテリアにおける休眠
ある種のバクテリアは、代謝などの体機能が停止した、耐久性の非常に高い形態をとることで、生育環境が悪化し通常では死滅してしまうような状況に置かれた場合でも、生き残ることができる。このような形態のバクテリアは、芽胞や嚢子（シスト）などと呼ばれる。この状態のバクテリアを不活化させるためには、オートクレーブなどを使用する必要がある。また、結核菌などの一部の病原性細菌が潜伏感染の状態にある場合も休眠と呼ばれる。

## ウイルスにおける休眠
ウイルスは一般の生物と異なり、生理的活性を持たない以上、休眠はあり得ないが、細胞内においても活動を一定期間停止する例があり、それを休眠という。ヘルペスウイルス科に属するウイルスは、ヒトの体内において細胞内に潜伏し、休眠状態となることが知られている（潜伏感染）。水痘と帯状疱疹を引き起こす水痘・帯状疱疹ウイルスがその一例である。また、HIVもリンパ球に潜伏感染することが知られており、この状態はプロウイルスと呼ばれる。なお、医学的に活動を休止させた状態はこれらとはまた異なる。